# Shaushtatar
Shaushtatar (1440 a.C. circa – 1415 a.C.) fu un re di Mitanni collocabile nel XV secolo a.C..
Shaushtatar saccheggiò la città di Assur, governata allora da Ashur-nadin-ahhe I (1435-1420 a.C.). Da questa città riportò a Waššukanni, la sua capitale, le preziose porte in argento ed oro del palazzo reale.
Queste notizie ci sono note da una fonte posteriore ittita, il trattato tra il sovrano ittita Šuppiluliuma e quello mitannico Shattiwaza. Dopo il saccheggio di Assur l'Assiria pagò un tributo a Mitanni fino al tempo di Assur-uballit I (1365-1330 a.C.). Di tutto ciò non si trova traccia nelle liste reali assire ma è comunque probabile che l'Assiria sia stata governata da una dinastia autoctona tributaria di Mitanni. Durante il periodo di vassallaggio in Assur furono costruiti templi dedicati a Sin e Šamaš.
Durante il periodo di Shaushtatar anche Aleppo, Nuzi ed Arappa furono incorporate nel regno di Mitanni. Prove di ciò provengono dagli scavi del palazzo del Principe della corona di Arappa e da una lettera di Shaushtatar rinvenuta nel palazzo di Shilwateshub, figlio del re di Nuzi. Il sigillo di questa mostra eroi e geni alati, impegnati nella caccia di leoni ed altri animali, ed un sole alato. Un secondo sigillo, attribuito al leggendario Shuttarna I ed usato da Shaushtatar, si presenta in stile prettamente accadico.
La superiorità militare di Mitanni sugli assiri potrebbe essersi basata sull'uso del carro da guerra a due ruote che gli hurriti avrebbero appreso dai Maryannu. Un testo sull'allevamento dei cavalli da guerra, scritto da Kikkuli di Mitanni è stato ritrovato negli archivi di Ḫattuša. Comunque l'attribuzione della paternità dell'introduzione, nella Mesopotamia, del carro da guerra leggero è ancora campo di ipotesi.
Shaushtatar potrebbe essere stato il sovrano di Mitanni che combatté contro l'espansionismo egizio di Thutmose III. Lui stesso, o il suo successore, potrebbero essere stati il re degli Hurriti che durante il regno di Amenhotep II riuscì a riconquistare la media valle del fiume Oronte caduta precedentemente sotto il controllo egizio. Amenhotep II dovrebbe aver intrapreso una campagna in Siria intorno al 1425 a.C. senza però raggiungere l'Eufrate.